# Timo Maas
Pour les articles homonymes, voir Maas.
Timo Maas, né le 27 juillet 1969 à Bückeburg, est un DJ, producteur et remixeur allemand de musique électronique.
Il a principalement percé grâce à son remix de Doom's Night d'Azzido Da Bass (en) et à son single Der Scheiber (2000). Il a remixé notamment Fatboy Slim (Star 69), Kelis (Young, Fresh n' New), Muse (Sunburn) ou encore Madonna (Don't Tell Me). Il a également remixé Placebo (Special K, Surrounded By Spies) et Digital 21 + Stefan Olsdal (High In The Sky, Spaces), projet parallèle de Stefan Olsdal.

## Discographie
- Loud (2002)
- Music for the Maases 2 (2003)
- Pictures (2005)
- Return Of The Legend (2009)
- Lifer (2013)